# Freedom (condado de Sauk, Wisconsin)
Freedom es un municipio del condado de Sauk, Wisconsin, Estados Unidos. Tiene una población estimada, a mediados de 2022, de 449 habitantes.

## Geografía
Está ubicado en las coordenadas 43°24′54″N 89°54′2″O / 43.41500, -89.90056. Según la Oficina del Censo de los Estados Unidos, tiene una superficie total de 89.9 km², de los cuales 88.8 km² corresponden a tierra firme y 1.1 km² están cubiertos de agua.

## Demografía
Según el censo de 2020, en ese momento había 449 personas residiendo en la zona. La densidad de población era de 5.1 hab./km². El 97.6% de los habitantes eran blancos, el 0.2% era afroamericano, el 0.7% eran amerindios, el 0.4% eran asiáticos, el 0.2% era de otra raza y el 0.9% eran de una mezcla de razas. Del total de la población, el 1.8% eran hispanos o latinos de cualquier raza.